# 드롭볼

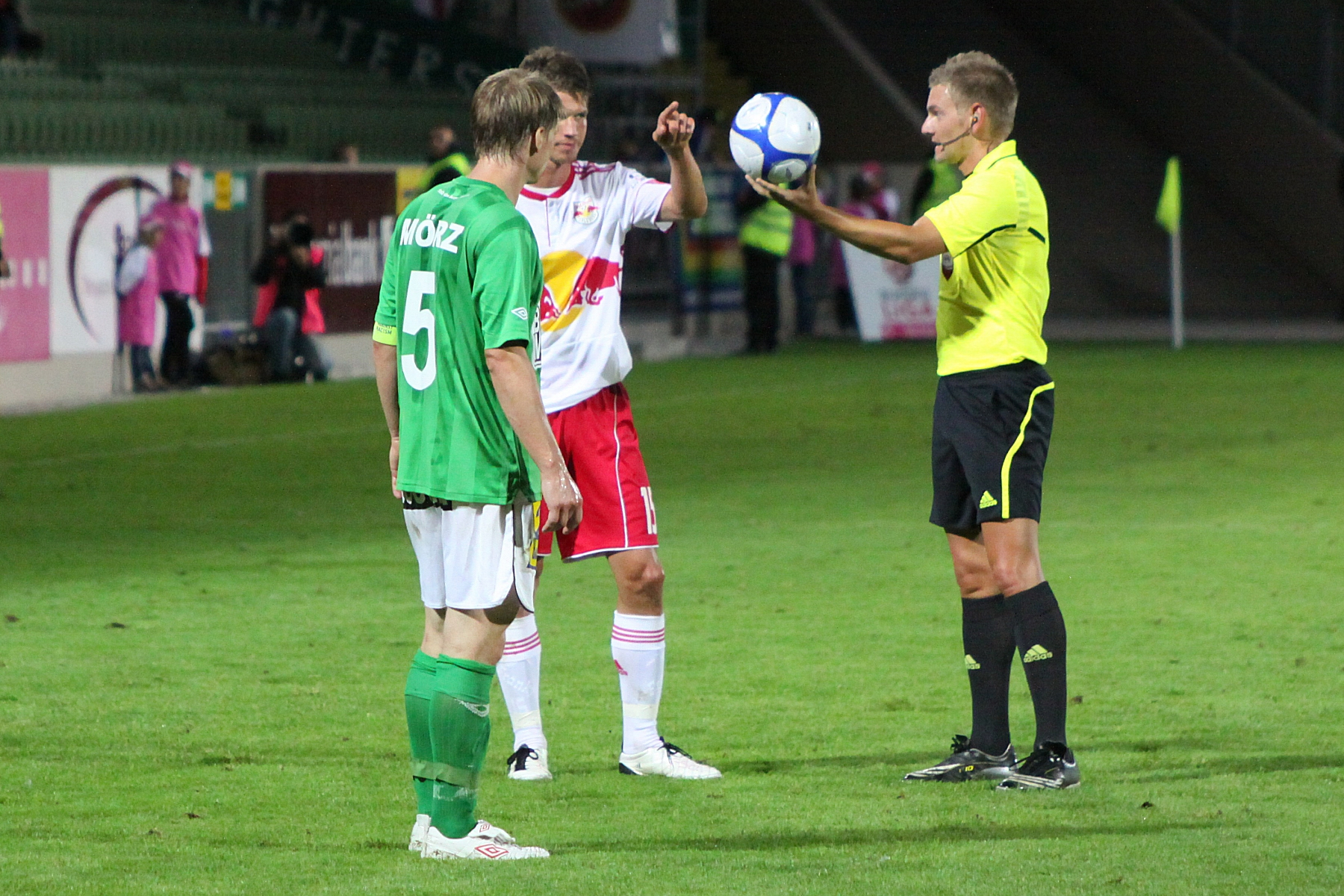
드롭볼을 진행하는 심판

드롭볼(영어: Dropped-ball 또는 영어: Drop-ball)은 축구 경기에서 플레이를 재개하는 방법 중 하나로, 일반적인 경기 진행, 반칙, 규칙 위반 등과는 다른 이유로 경기가 중단되었을 때 사용된다. 드롭볼이 필요한 상황은 축구 규칙의 제8조와 제9조에 명시되어 있으며, 드롭볼 절차는 제8조에 포함되어 있다.

## 드롭볼 판정
드롭볼은 심판이 경기를 중단했지만, 규정에 따라 다른 재개 방법이 명시되어 있지 않을 때 사용하는 재개 방식이다. 드롭볼이 적용되는 모든 상황은 아래에 자세히 나와 있다.
비디오 판독(VAR)을 사용하는 경기에서 VAR 판독 결과, 예를 들어 페널티킥 판정을 번복하는 등 경기를 중단할 이유가 없었던 것으로 판단되면, 오심이 있었던 지점에서 드롭볼로 경기를 재개한다.

## 절차

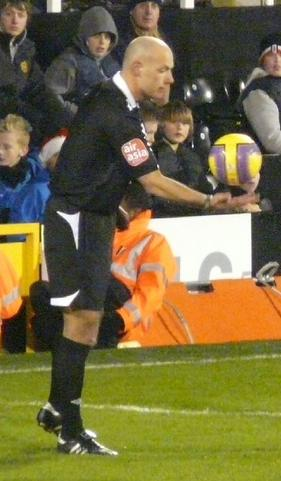
2007년 프리미어 리그 경기에서 드롭볼을 던지는 하워드 웹 주심

2019년 6월부터 시행된 축구 규칙 개정에 따라, 드롭볼은 명확하게 특정 선수에게 주어지도록 규정되었다.
- 플레이가 중단되었을 때 공이 페널티 지역 안에 있었거나, 마지막으로 페널티 지역에서 터치되었을 경우에는 수비 팀 골키퍼에게 드롭볼이 주어진다.
- 그 외의 경우에는 마지막으로 공을 터치한 팀의 선수에게 드롭볼이 주어진다.

공은 선수, 심판, 또는 외부 요인에 의해 마지막으로 터치된 지점에서 심판에 의해 떨어뜨려지며, 그 지점이 페널티 지역 안이거나 공이 페널티 지역 안에 있었을 경우에는 페널티 지역 안에서 드롭볼이 시행된다.
지정된 선수 외의 모든 선수는 공이 땅에 닿을 때까지 최소 4미터(약 4.4야드) 이상 떨어져 있어야 한다.
공이 땅에 닿는 순간부터 경기는 다시 시작되며, 공이 땅에 닿기 전에는 어떤 선수도 공을 건드릴 수 없다. 만약 공이 선수가 터치하기도 전에 필드 밖으로 나가거나, 골문 안으로 들어간 경우에는 드롭볼이 다시 시행된다.

## 규칙 위반
선수가 공이 땅에 닿기 전에 공을 건드리면, 드롭볼은 다시 시행된다. 선수가 반복적으로 공이 땅에 닿기 전에 의도적으로 공을 건드린다고 심판이 판단할 경우, 이는 비신사적인 행위로 간주될 수 있으며, 경기 재개를 지연한 행위로 옐로카드(경고)를 받을 수 있다.
드롭볼을 한 후 서로 다른 두 명의 선수가 공을 터치하기 전에는 골이 인정되지 않는다. 만약 두 명이 공을 터치하기 전에 골이 들어갔다면, 이는 득점으로 인정되지 않고 골킥 또는 코너킥으로 재개된다. 드롭볼은 경기 재개 방식 중 유일하게, 첫 번째로 공을 터치한 선수가 다른 선수의 터치 없이 연속해서 공을 터치해도 반칙이 되지 않는 규칙이다. 쉽게 말해, 드롭볼 선언으로 심판이 공을 떨어트린 후 한 선수가 그 공을 첫 번째로 터치한 후에도 계속해서 공을 터치할 수 있다. 반면에 코너킥이나 프리킥, 골킥 등의 상황에서 공을 찬 선수가 연속해서 또 공을 터치하면 이는 반칙으로 간주되어 상대팀에 간접 프리킥이 주어진다.

## 드롭볼이 선언되는 상황
다음은 2020년판 축구 규칙에서 드롭볼로 경기를 재개하도록 명시한 상황들이다:
- 골대의 크로스바가 움직이거나 파손된 경우[10] :40
- 공이 손상되어 사용할 수 없게 된 경우[10] :46
- 외부인이 경기장 안으로 들어온 경우[10] :53
- 반칙이 아닌 이유로 선수가 심각한 부상을 입은 경우[10] :67
- 관중이 휘슬을 불어 경기에 방해가 된 경우[10] :67
- 경기 중 다른 공, 물체, 또는 동물이 경기장에 들어와 플레이에 영향을 준 경우[10] :68
- 공이 골라인을 완전히 넘지 않았는데 심판이 골을 선언한 경우[10] :93
- 선수가 경기장 안에서 선수, 팀 관계자, 심판이 아닌 인원에게 물리적 접촉(폭행 등)을 가한 경우[10] :114–115
- 페널티킥이 시행된 뒤, 공이 골키퍼나 골대에 맞고 경기장 안으로 튕겨 나온 상황에서 외부 요인에 의해 터치되는 경우[10] :125–126
- 공이 심판에게 맞고 계속 경기장 안에 남아 있으며, 다음 중 하나가 발생한 경우:[10] :91
  - 한 팀이 유리한 공격을 전개하기 시작함
  - 공이 바로 골문 안으로 들어감
  - 공을 소유하던 팀이 바뀜

- 그 외에도, 경기 규칙상 특정 재개 방식이 명시되지 않은 이유로 심판이 경기를 중단한 경우[10] :87

## 역사
1888년, 축구 규칙에 새로운 조항이 추가되어 심판이 경기 일시 중단 후 경기가 중단된 지점에서 공을 위로 던져 경기를 재개할 수 있도록 허용되었고, 이때 공이 땅에 닿기 전까지는 플레이할 수 없었다. 1905년에는 공을 위로 던지는 대신 땅에 떨어뜨리도록 규칙이 수정되었고, 1914년에는 지금처럼 "드롭볼(drop the ball)"이라는 표현이 사용되기 시작했다.
1984년에는 골 에어리어(6야드 박스) 안에서 드롭볼을 하는 특별 규정이 추가되었는데, 기존처럼 플레이가 중단된 지점이 아니라 골지역 가장자리인 6야드 라인 중 가장 가까운 지점에서 드롭볼을 하도록 변경되었다. 이 변경은 드롭볼 시 선수들이 몰려들거나 서로 밀치는 상황을 방지하기 위해 도입되었다.

### 드롭볼 상황에서의 득점
2012년, 드롭볼 상황에서 공을 바로 차서 골을 넣는 것이 금지되었다. 만약 드롭볼 된 공을 바로 차서 골문 안으로 들어가게 되면, 득점으로 인정되지 않고 골킥이나 코너킥으로 경기를 재개하게 된다. 잉글랜드 축구협회는 이 규정 변경의 이유로 다음과 같이 설명했다. “드롭볼 상황에서 골이 들어가는 일이 여러 차례 있었고, 그러면 상대팀(드롭볼로 골을 넣은 팀)이 경기의 균형을 맞추기 위해 킥오프에서 일부러 수비하지 않고 골을 허용하는 보기 좋지 않은 상황이 발생했다.” 2016년에는 이 규정을 더욱 강화하여, 드롭볼 후 공이 골로 들어가기 전에 반드시 두 명의 선수가 공을 터치해야 한다는 조건이 추가되었다. 이 조건을 충족하지 않으면 골은 무효 처리되며, 골킥 또는 코너킥으로 경기가 다시 시작된다.

### 위반 시 조치
1891년에는 드롭볼 상황에서 공이 땅에 닿기 전에 공을 터치하는 등 규칙을 어기면 상대 팀에게 간접 프리킥을 주는 페널티가 적용되었다. 하지만 이러한 페널티 규정은 1937년에 폐지되었고, 대신 드롭볼을 다시 시행하는 것으로 변경되었다.
경쟁형 드롭볼 폐지
2019년, 경쟁형 드롭볼 방식이 폐지되었다. 드롭볼은 여전히 시행되지만, 공이 페널티 구역에 있었거나 마지막으로 터치된 곳이 페널티 구역일 경우에는 수비 팀의 골키퍼에게 드롭볼이 주어지고, 그 외의 경우에는 공을 마지막으로 터치한 팀의 선수에게 드롭볼이 주어진다.
양 팀의 나머지 선수들은 공이 땅에 닿을 때까지 최소 4미터 이상 떨어져 있어야 한다.
2019년 이전에는 어느 팀에서든 여러 선수가 드롭볼을 놓고 경쟁할 수 있었지만, 실제로는 드문 일이었다. 대부분 선수들은 부상 등으로 경기가 중단될 때 스포츠맨십 차원에서 공을 일부러 밖으로 차내곤 했기 때문이다. 현대 축구에서는 드롭볼 상황에서 볼 경합을 하는 경우가 매우 드물어졌다. 문제 상황이 해결되면 상대 팀은 보통, 항상은 아니지만, 상대 팀이 던진 스로인을 받아 경기 재개 후 공 소유권을 원래 팀에 돌려주는 것이 관례였다. 심판이 경기를 멈추고 드롭볼로 재개할 때도 마찬가지로, 공을 원래 소유했던 팀 쪽으로 되돌려주는 일이 거의 항상 있었다.
이 규칙 변경의 공식적인 이유는 “기존 드롭볼 절차가 종종 인위적인 재개로 이어져 부당하게 이용되거나(고의로 상대 진영 깊숙한 곳에서 공을 밖으로 차는 행위), 선수 간 공격적인 충돌을 유발하기 때문이다. 따라서 공을 마지막으로 터치한 팀에게 드롭볼을 주는 방식이 경기 중단 전 상황으로 되돌리는 더 정확한 방법이며, 페널티 구역에서는 골키퍼에게 주는 것이 더 간단하고 적절하다. 그리고 드롭볼을 받는 선수 이외의 모든 선수는 4미터 이상 떨어져 있어야 그 팀이 부당한 이득을 얻는 것을 막을 수 있다”는 설명이다. :161
또한 2019년 규칙 변경으로 심판 등 경기 관계자가 공에 맞았을 때도 드롭볼로 경기를 재개할 수 있게 되었다. 이전에는 경기 관계자가 필드의 일부로 간주되어 공에 맞아도 경기가 계속되었으며, 공이 필드를 벗어나는 등 다른 이유로 경기가 멈추지 않는 한 플레이는 이어졌다. 하지만 2019년에 규칙이 바뀌어, 공이 경기 관계자에 맞아 어느 한 팀이 이득을 본 경우 심판이 경기를 중단하고 드롭볼을 선언할 수 있게 되었다. 공식 설명에 따르면 “공이 심판 등 경기 관계자에 맞아 어느 한 팀이 이득을 보거나 골을 넣는 것은 매우 불공평할 수 있기 때문”이다. :161